# Cathédrale du Sauveur de Nijni Novgorod
 (juin 2023).
Si vous disposez d'ouvrages ou d'articles de référence ou si vous connaissez des sites web de qualité traitant du thème abordé ici, merci de compléter l'article en donnant les références utiles à sa vérifiabilité et en les liant à la section « Notes et références ».
La cathédrale du Sauveur de l'Ancienne Foire (Спа́сский Староя́рмарочный собо́р) est une des cathédrales orthodoxes de Nijni Novgorod en Russie. Elle a été construite entre 1816 et 1822 selon les plans d'Agustín de Betancourt et d'Auguste de Montferrand. De 1989 jusqu'en septembre 2009, c'était la cathédrale diocésaine de l'éparchie de Nijni Novgorod et Arzamas. C'est un édifice du patrimoine architectural de la fédération de Russie.

## Historique

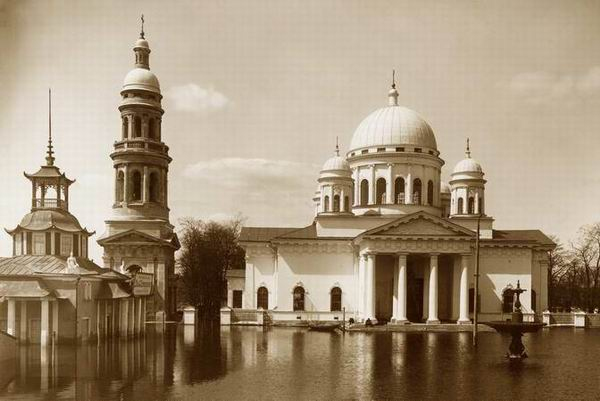
La cathédrale et son clocher au début du XXe siècle.

La cathédrale est construite en style néoclassique entre 1816 et 1822, sur la rive gauche de la rivière Oka. À cause du territoire marécageux et souvent sujet à des inondations, l'église est bâtie selon un modèle semblable à celui des cités lacustres. Les plans sont dessinés par Agustín de Betancourt tandis que les travaux de construction sont dirigés par le Français Auguste de Montferrand.
La cathédrale est consacrée le 25 juillet 1822. À la fin du XIXe siècle, elle est restaurée avec des modifications de Robert Kielewein. En 1899, le haut clocher menace de s'écrouler et il est remplacé en 1906 par un nouveau clocher de dimensions plus modestes.
Après la révolution d'Octobre de 1917, la cathédrale est fermée et transformée en dépôt. En avril 1989, les autorités soviétiques prennent la décision de la rendre à la communauté orthodoxe et de commencer des travaux de restauration. Elle est la cathédrale diocésaine jusqu'en 2009, quand elle devient une simple église collégiale.
Le patriarche Cyrille rend visite à la cathédrale Saint-Sauveur le 11 septembre 2009. Là, il inaugure un monument dédié aux victimes de la catastrophe de Tchernobyl, représentant un ange les bras croisés sur un piédestal orné de granite avec des citations bibliques et les noms des victimes.

## Description

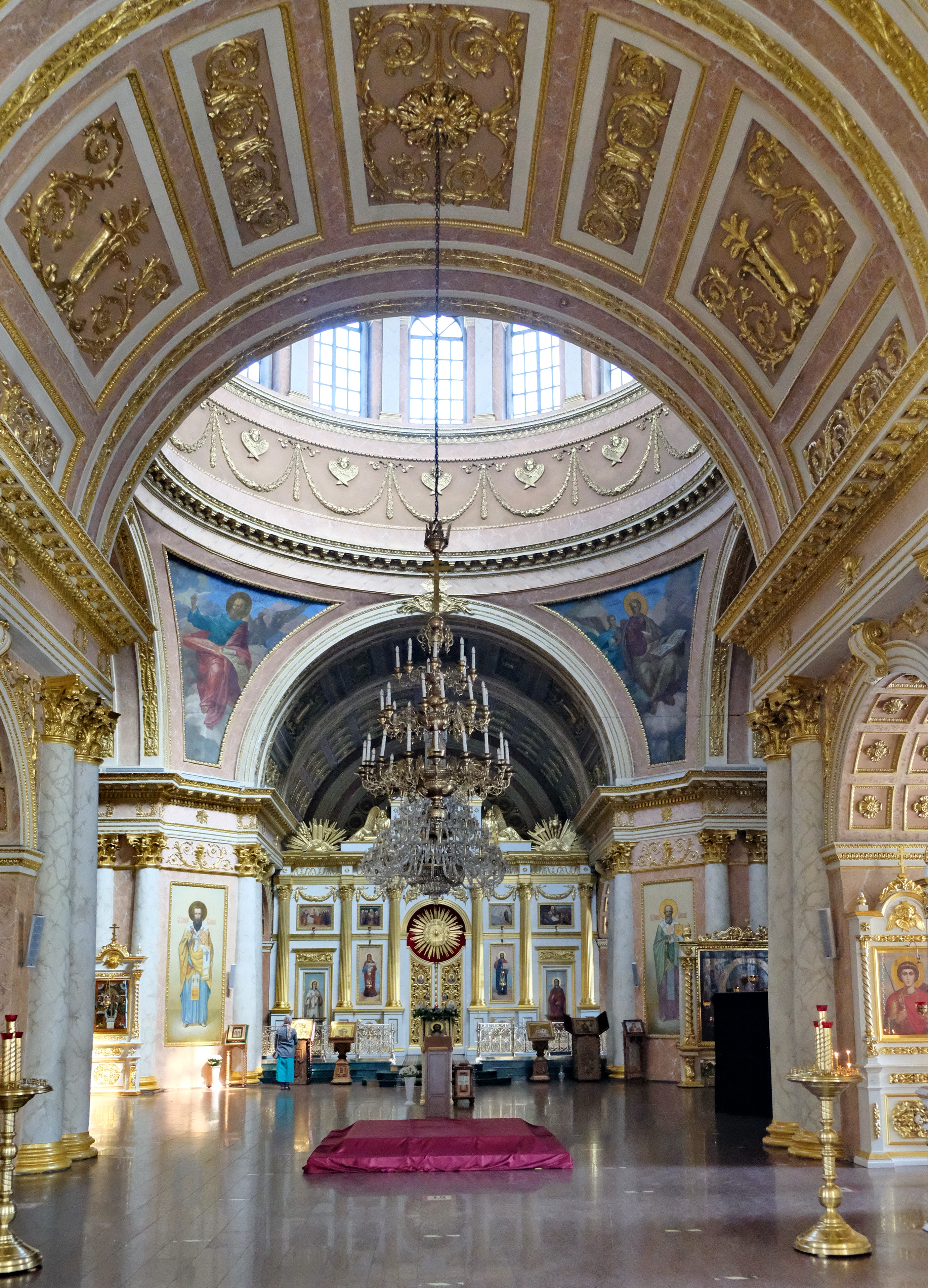
Intérieur de la cathédrale.

L'iconostase de la cathédrale est peinte selon les règles stylistiques du peintre tessinois Giuseppe Antonio Maria Torricelli. Cela provoque des réactions indignées de la part de nombreux fidèles, car ne tenant pas compte des canons classiques de l'art de l'icône. En effet certaines images contiennent des personnages partiellement nus qui scandalisent les gens de l'époque. Une autre iconostase est donc réalisée par Vassili Stassov. Les fresques quant à elles sont réalisées par Alexandre Stoupine.
L'autel majeur de la cathédrale est consacré au « Vénérable bois de la Croix vivifiante du Sauveur », tandis que les chapelles latérales sont dédiées à saint Macaire de l'Ounja et à saint Alexandre Nevski. Les icônes les plus remarquables de cette église sont celles de la Sainte Face du Sauveur, celle de Notre-Dame consolatrice des affligés, celle de saint Séraphin de Sarov, de saint Pierre de Moscou, de saint Innocent de l'Alaska et de Youri II de Vladimir, fondateur de la ville en 1221.

## Galerie d'images

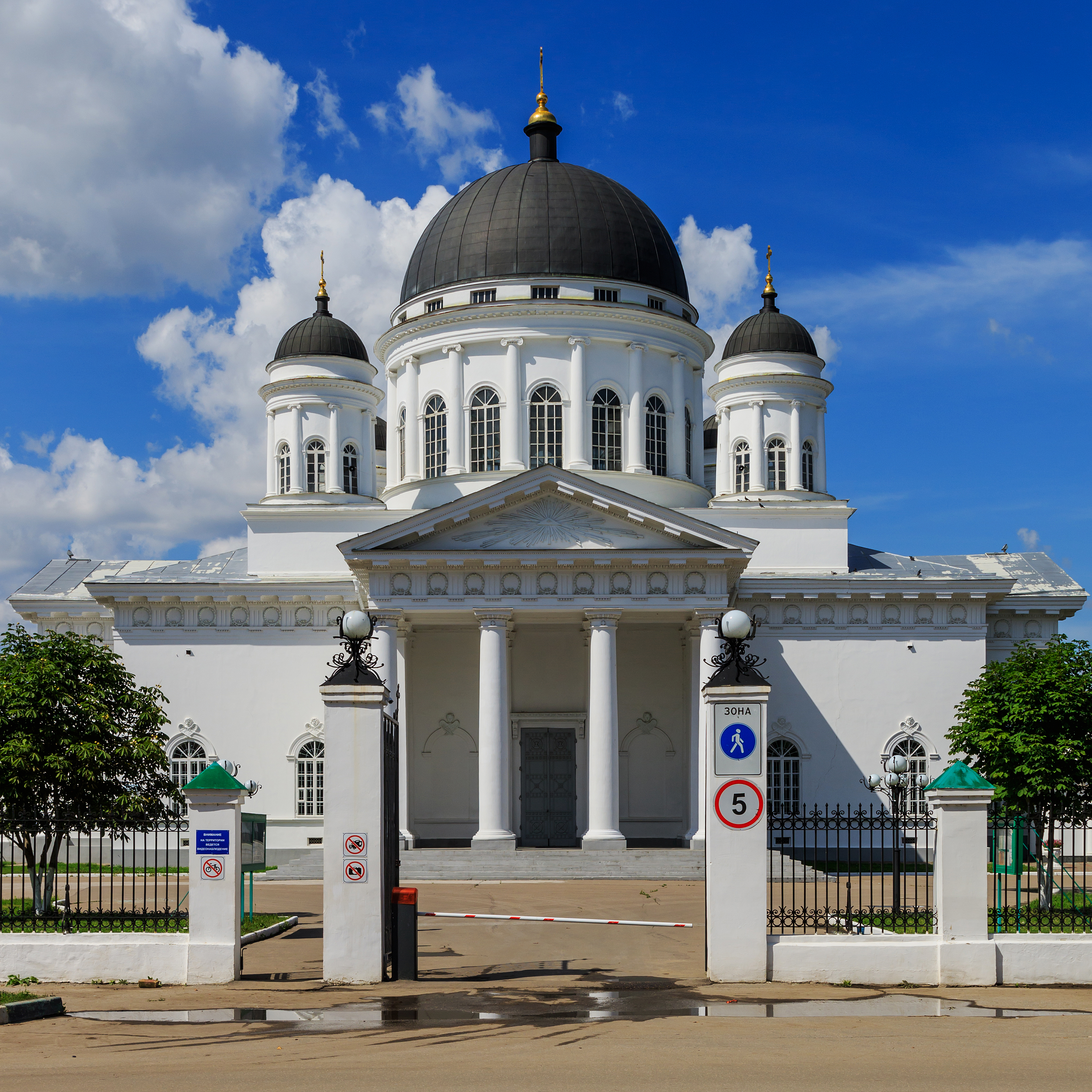
Vue de la cathédrale
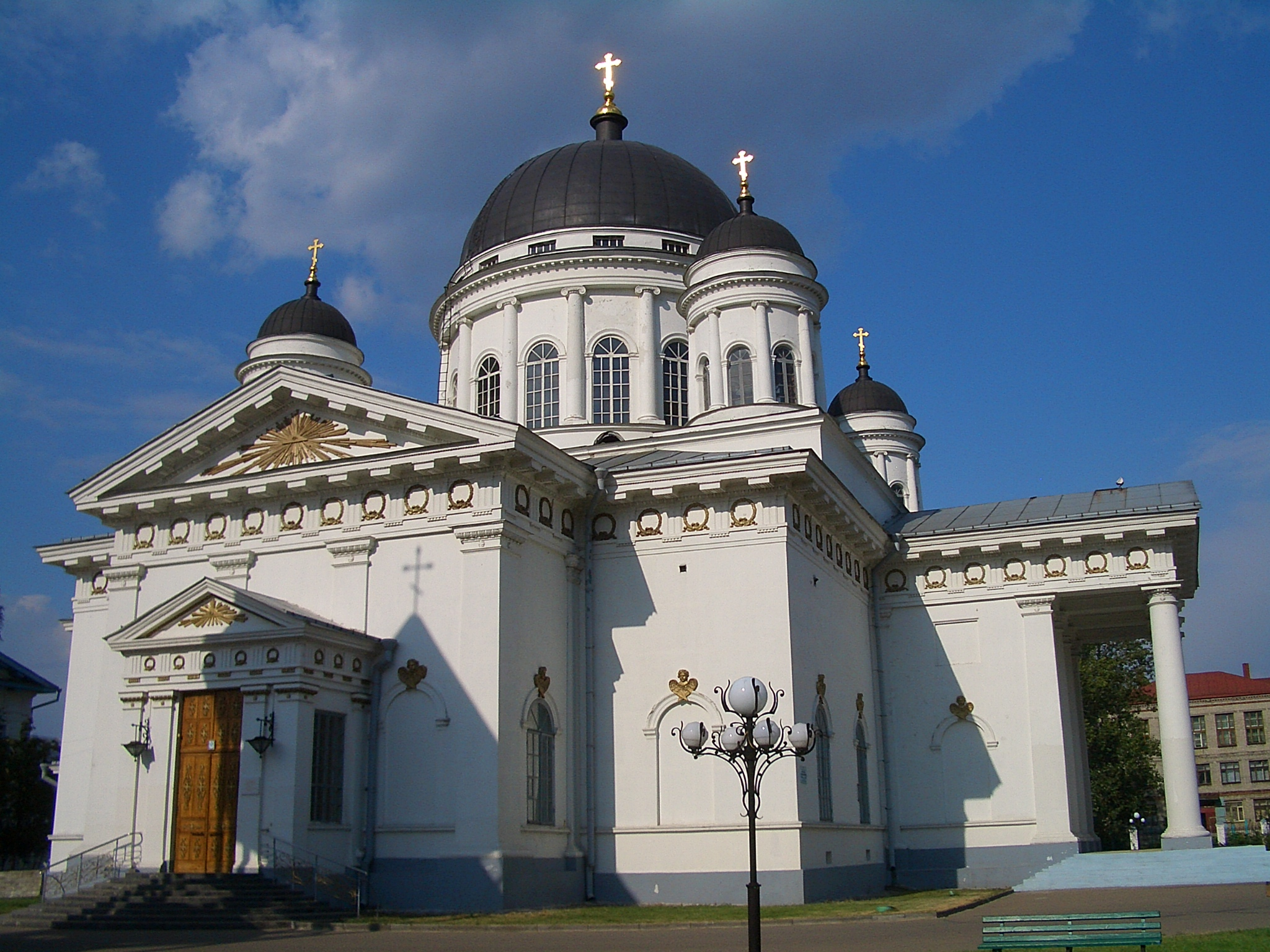
Vue de côté
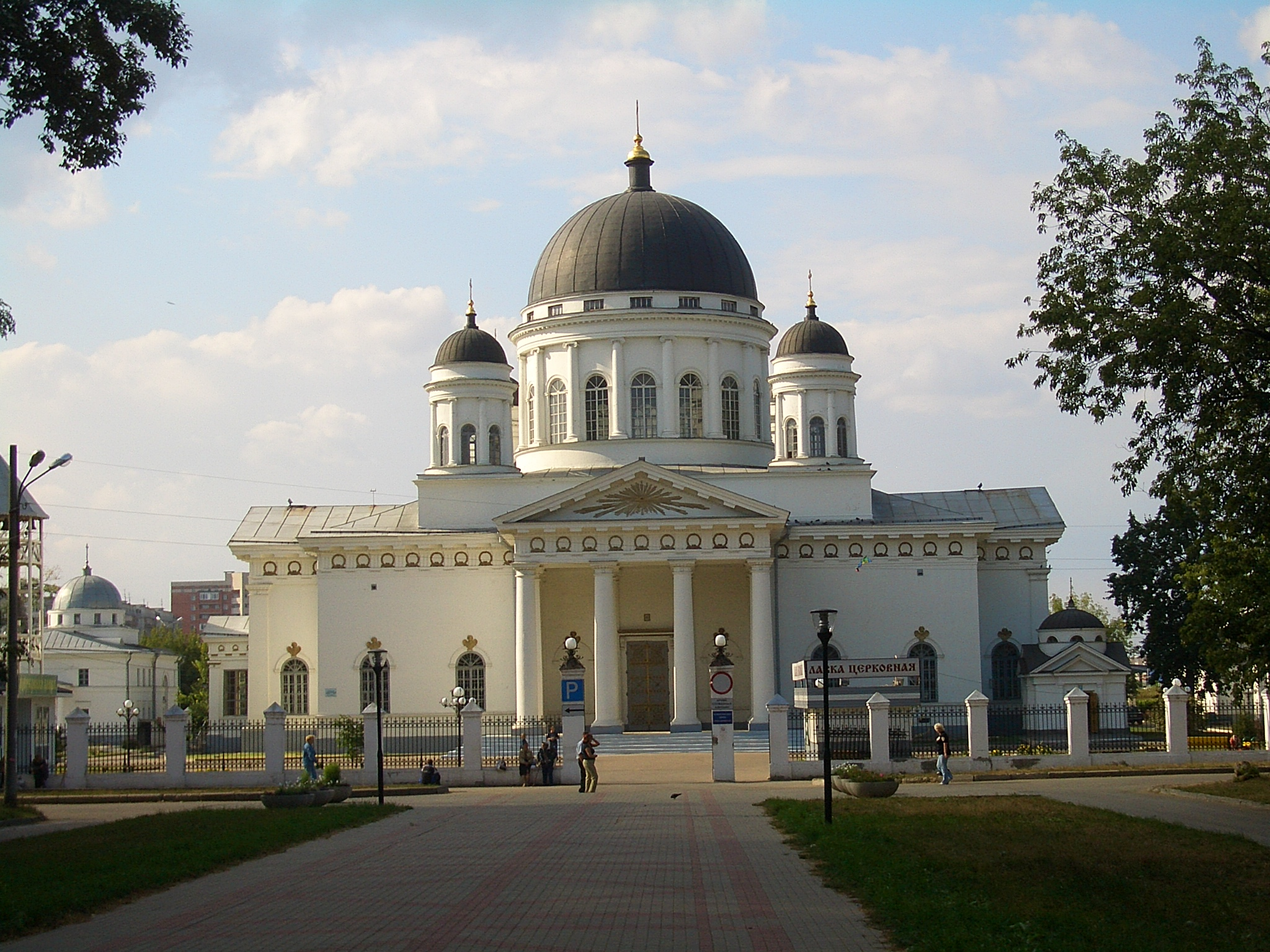
Façade
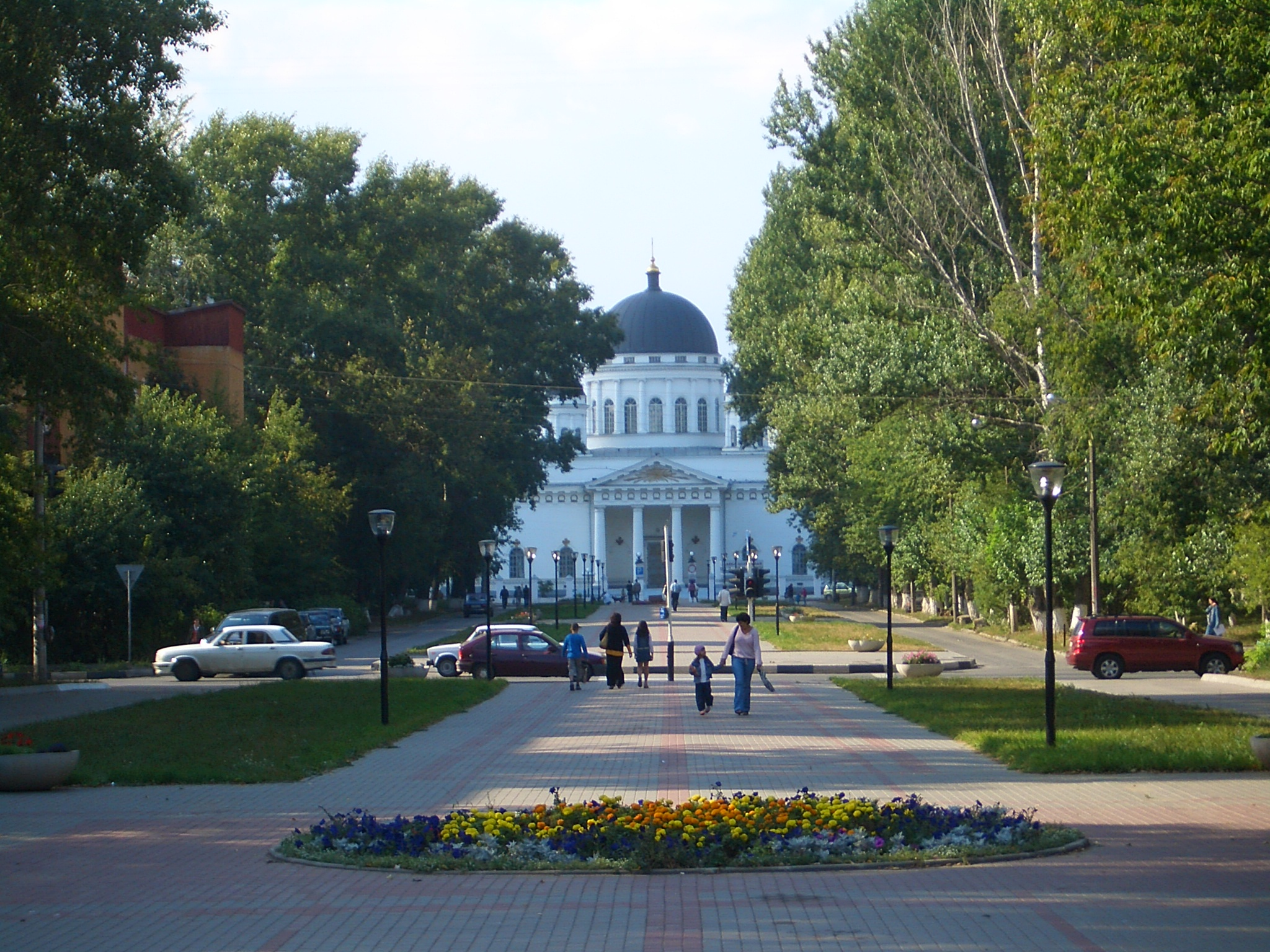
Vue au fond de l'allée
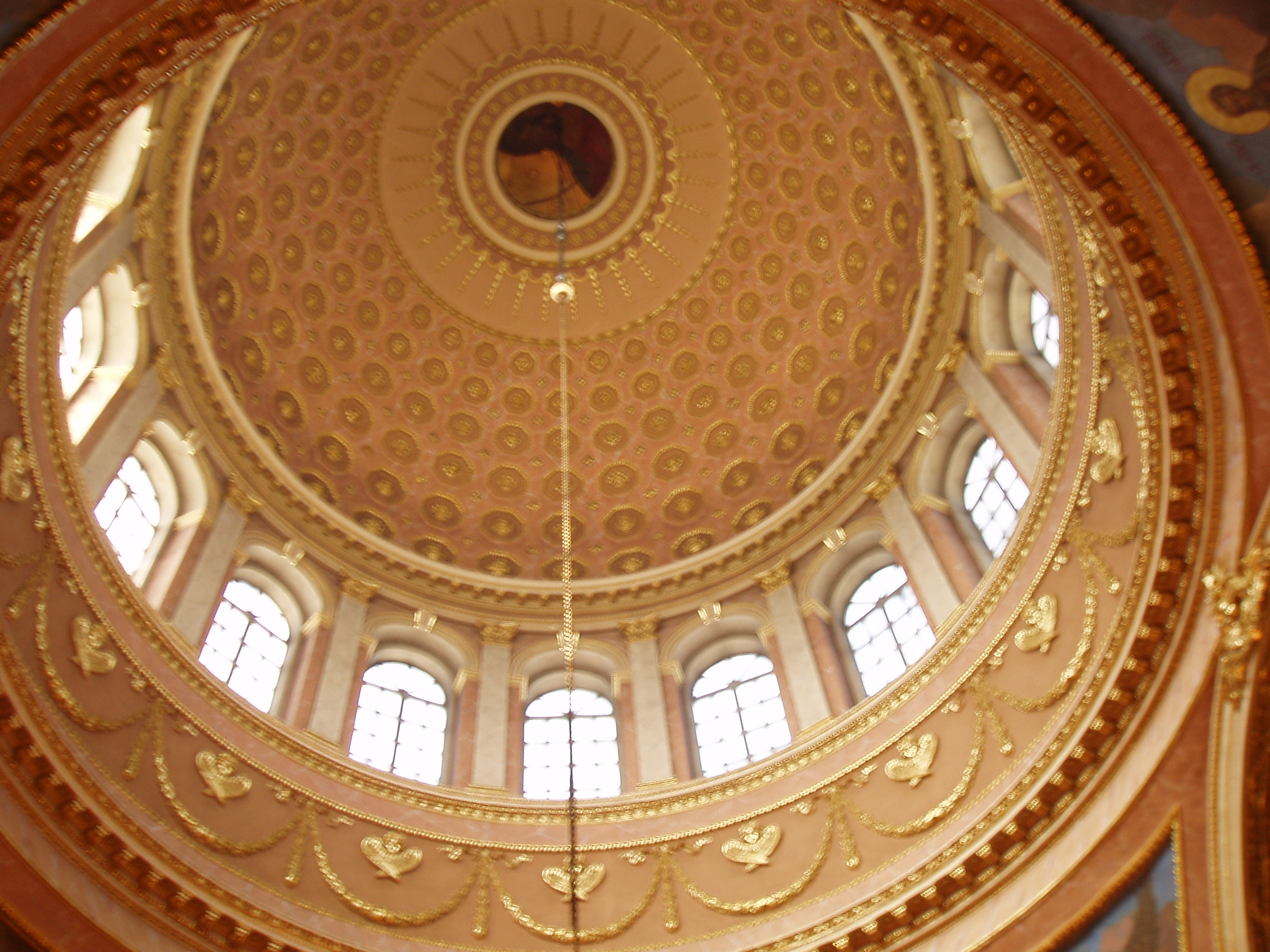
Coupole
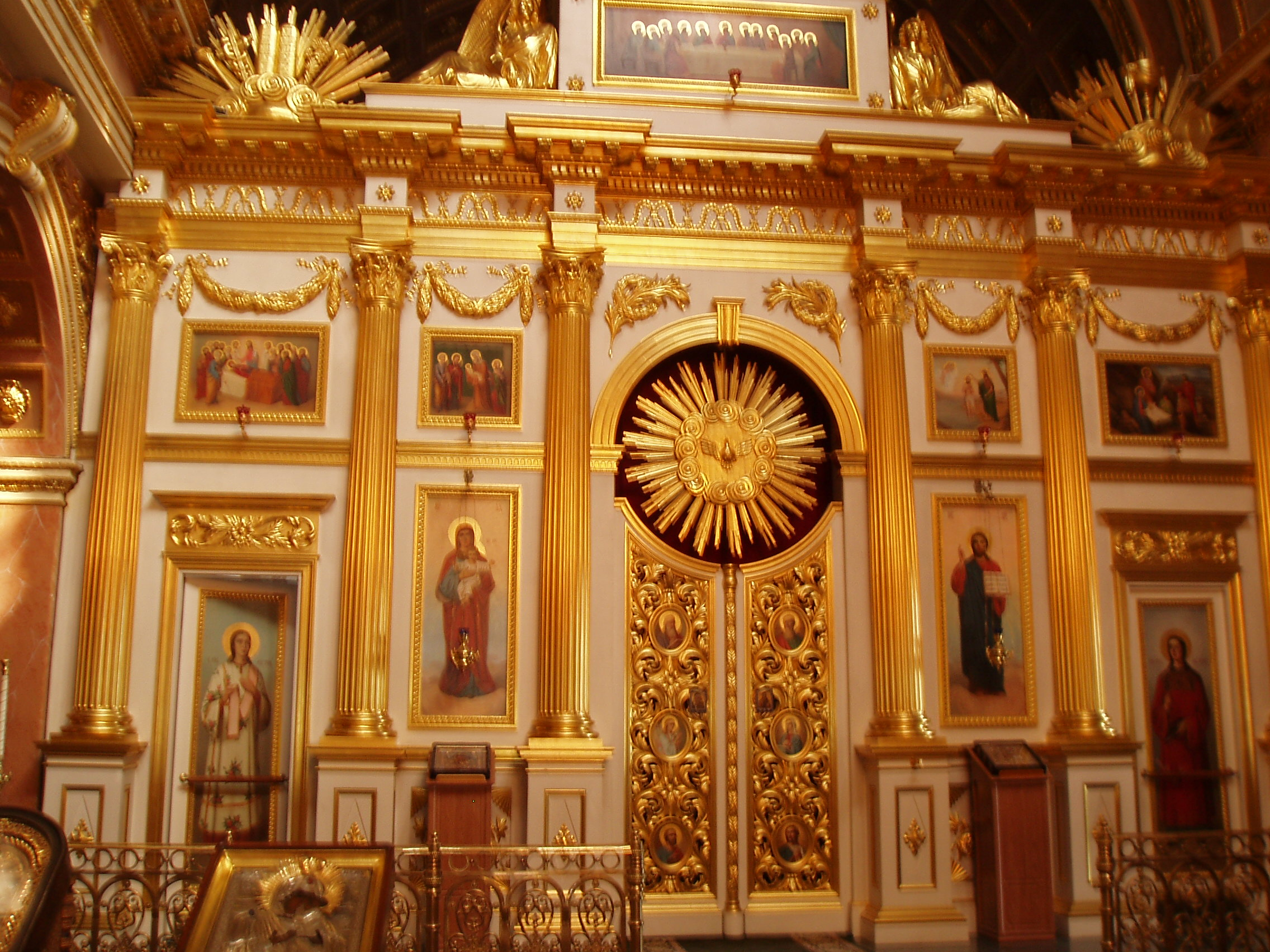
Iconostase

### Note
1. ↑  Agustín de Betancourt est l'architecte de la foire de Nijni Novgorod juste à côté de la cathédrale. Quant à Auguste de Montferrand, il est connu pour la réalisation de l'imposante cathédrale Saint-Isaac de Saint-Pétersbourg.
2. ↑  En effet, en 2009, lorsque la cathédrale Saint-Alexandre-Nevski de Nijni Novgorod est finalement restaurée, c'est celle-ci qui devient la cathédrale de l'éparchie. La cathédrale Saint-Sauveur devient alors une collégiale, quoique chez les orthodoxes, l'appellation « cathédrale » demeure, sans que l'édifice ne soit le siège de l'évêque comme chez les catholiques.